# Рудов Микола Петрович
Рудов Микола Петрович (1846 — 5 вересня 1912) — російський військовий кінця XIX століття, генерал-майор, начальник Чернігівського губернського жандармського управління.

## Життєпис
Закінчив Кам'янець-Подольську гімназію, Віленське піхотне юнкерське училище (у 1866 р.). Служив у 119-ому Коломенському піхотному полку.
З 1875 р. — у корпусі жандармів (ад'ютант Подільського і Київського жандармських управлінь), помічник начальника Київського жандармського управління у Бердичівському повіті.
З 1897 р. — начальник Чернігівського жандармського управління (у званні полковника). З 1905 р. — генерал-майор.
Помер 5 вересня 1912 р. у Києві, на 67-ому році життя після операції. Тіло привезли до м. Чернігів на пароплаві «Поспешний» 8 вересня. Похований біля Борисоглібського собору.

## Нагороди
- орден св. Анни 2-го ступеня
- орден св. Анни 1-го ступеня (10.04.1911)
- орден св. Станіслава усіх ступенів